# 幸崎站
幸崎站（日语：／ Kōzaki eki */?）是位於大分縣大分市大字本神崎，屬於九州旅客鐵道（JR九州）的日豐本線車站。事務管號碼為▲920533。本站是日豐本線上其中一個主要的區間車終點站，現時約有四成的班次是以本站起訖。早晚部分「日輪」及「音速」特急列車也會停站。
此站的所在地位於「神崎」，但為了與佐賀縣神埼市神埼站（日语：／）作區別，因此使用不同的站名。後來又因佐賀關町編入至大分市之際，同樣出現了「神崎」的地名，因此本站地方再改稱為「本神崎」。而本站也是SUGOCA於日豐本線福岡和大分廣域中最南端的車站，此站之後要到宮崎縣的佐土原站才能使用。

## 車站構造

### 站房
本站現時使用的站房為第二代，採用組合屋及玻璃門所搭建而成的單層簡易式站房，左側為候車大廳，樓底比右側為高，並設數張固定及可移動的候車長櫈；右側前端為已停用的站務室。此站本來是由JR九州服務支援管理的業務委託車站，在2016年3月成為無人車站，票務窗口現改為放置顯示列車位置的屏幕，而旁邊則設有車站遠程資訊系統「ANSWER」按鈕，可以遙距向大分站職員求助。
站內設有1部簡易式自動售票機。中央為開放式通道及閘口，並設置出、入閘專用的IC卡感應器及SUGOCA自助增值機。通過閘口後，右側為男、女及傷殘人士獨立使用洗手間，左側沿有蓋通道可接駁至行人天橋前往各月台。而站前廣場為以前日本鑛業佐賀關鐵道幸崎站的所在地位置。

### 舊站房
第一代為典型國鐵木建站房一座。

### 月台
站內設有側式月台及島式月台各1座，稍為不同的是所有月台均遠離站房，必須以行人天橋連接，其中島式內側為1號月台，最外側的側式月台為3號月台。3號月台只會在部份的區間車以此為終點站時才會停靠。又由於使用人數只有每天二百多人，按JR九州的標準，本站未達至加裝升降機的要求，但會考慮在合適位置增設無障礙斜道。
| 月台 | 路線      | 上下行 | 方向                                     | 備註                   |
| ---- | --------- | ------ | ---------------------------------------- | ---------------------- |
| 1・2 | ■日豐本線 | 下行   | 臼杵、佐伯、南宮崎、宮崎空港方向         |                        |
| 1・2 | ■日豐本線 | 上行   | 大分、龜川、日出、中山香、中津、博多方向 |                        |
| 3    | ■日豐本線 | 上行   | 大分、龜川、日出、中山香、中津方向       | 只限於此站折返列車使用 |

- 1、2號月台為島式島台，3號月台為單式月台。
- 1號月台為一線通過（日语：一線スルー）的結構，因此在不需列車交會的情況下，上下行線會使用1號月台。
- 若通過列車需要進行列車交會，上下行線會使用2號月台。
- 若停車列車互相需要進行列車交會，下行列車會使用1號月台，上行列車會使用2號月台。
- 3號月台用作折返往大分方向之用，也設有列車夜間停泊。

## 歷史
- 1914年4月1日：鐵道院豐州本線大分至本站之間開通，啟用[8][3]。當時為終點站。
- 1915年8月15日：豐州本線由本站延伸至臼杵，改為中途站[9]。
- 1933年3月28日：省營自動車（即後來的國鐵巴士（日语：国鉄バス））佐賀關線（幸崎站至佐賀關站之間）開始運行[10][11]。九州中最古老的國鐵巴士路線。
- 1946年3月11日：日本礦業佐賀關鐵道（日语：日本鉱業佐賀関鉄道）開業（轉乘站為日礦幸崎站）。
- 1963年5月15日：佐賀關鐵道全線廢止[3]。
- 1972年2月25日：除了來往專用線外的貨物列車外，終止其他貨物起卸業務。
- 1985年3月14日：終止行李提取業務。
- 1987年4月1日：隨國鐵分割民營化，車站由九州旅客鐵道（JR九州）和日本貨物鐵道（JR貨物）營運。
- 1996年3月16日：取消所有貨物列車班次。
在佐賀關鐵道廢止後，設有來往日礦金屬（日语：JX金属）佐賀關冶煉廠（日语：パンパシフィック・カッパー佐賀関製錬所）（現時：泛太平洋銅業（日语：パンパシフィック・カッパー）(PPC)佐賀關冶煉廠）的專用線，使用罐車運送冶煉銅的濃硫酸。濃硫酸主要來自山陰本線江津站或益田站，途經新南陽站。
- 2008年12月22日：舊站房拆毀，臨時車站大樓開始使用。
- 2009年3月20日：新站房開始使用，舉行落成紀念典禮[1]。

- 同年JR貨物廢站，終止貨物起卸業務。

- 2012年12月1日：可以使用IC卡「SUGOCA」[13]。
- 2015年3月14日：實施時間表修正，於此站為終點站的尾班列車延長至臼杵站。
- 2016年3月26日：降為無人車站[5][6]。
- 2018年3月17日：引入車站遠程資訊系統（日语：駅集中管理システム）「ANSWER」[14]。

## 使用狀況
在2020年度，1日平均乘車人次為260人。2021年度起跌出頭300位，2023年度為69個乘車人數介於100-282人（第300位車站的乘車人數）之間的車站。
| 乘車人次變遷 | 乘車人次變遷 | 乘車人次變遷 |
| 年度         | 1日平均人次  | 備注         |
| ------------ | ------------ | ------------ |
| 2000         | 407          |              |
| 2001         | 453          |              |
| 2002         | 477          |              |
| 2003         | 471          |              |
| 2004         | 483          |              |
| 2005         | 489          |              |
| 2006         | 463          |              |
| 2007         | 438          |              |
| 2008         | 419          |              |
| 2009         | 425          |              |
| 2010         | 401          |              |
| 2011         | 389          |              |
| 2012         | 369          |              |
| 2013         | 351          |              |
| 2014         | 328          |              |
| 2015         | 348          |              |
| 2016         | 338          |              |
| 2017         | 327          |              |
| 2018         | 310          |              |
| 2019         | 306          |              |
| 2020         | 260          |              |
| 2021         | >100         | [ 16 ]       |
| 2022         | >100         | [ 17 ]       |
| 2023         | >100         | [ 18 ]       |

## 車站周邊
車站設有國道197號舊道，舊道在丘陵上設有民居、商店和中小學。在海邊設有漁港與海灘。車站後方設有小川與農田。車站周邊為半農半漁的景色。在1990年代以後，此站開始建設公營住宅與住宅團地，景色漸漸轉變。
在2005年，此站還未成為大分市前，此站是前佐賀關町中心車站。在佐賀關鐵道廢止後為舊佐賀關町唯一鐵路車站。但是，此站在1955年舊佐賀關町成立，此站地名為神崎村，距離舊町中心佐賀關與佐賀關港約8公里。
- 國道197號
- 幸崎郵局
- 築山古墳（日语：築山古墳 (大分市)） - 在大分縣內數一數二有規模的前方後圓墳（縣內最大的龜塚古墳（日语：亀塚古墳）鄰近坂之市站），在圓墳上設有神社。
- 幸崎海灘（日语：神崎海岸）

## 巴士路線
此站設有前往大分市中心與佐賀關方向的巴士路線。在此站前往前佐賀關町中心只有巴士，需時約20分鐘。
曾經站前設有國鐵巴士坂之市、佐賀關線。在早上班次會從佐賀關站延長至冶煉廠。在JR接管仍然營運，在2003年（平成15年）4月1日全線廢止。同日由大分巴士（大分-佐賀關線）駛入幸崎站取代。
大分巴士
- 大分（經坂之市、鶴崎）
- 佐賀關

## 相鄰車站
九州旅客鐵道
■日豐本線
- 部分特急「日輪」「音速」停車站。

坂之市－幸崎－佐志生

## 外部連結
- JR九州幸崎站 （页面存档备份，存于）